# Acantharachne
Acantharachne é um gênero de aranhas de orbitela africanas descritas pela primeira vez por Albert Tullgren em 1910.

## Taxonomia
O gênero Acantharachne foi descrito por Albert Tullgren em 1910 para a espécie Acantharachne cornuta. Já havia um gênero de equinodermos com um nome diferente apenas na última letra, Acantharachna, então em 1929, Embrik Strand apresentou um nome substituto, Acantharanea. Porém, como a grafia era diferente, mesmo que apenas por uma letra, a substituição foi desnecessária.

### Espécies
O gênero contém oito espécies:
- Acantharachne cornuta Tullgren, 1910 - África Oriental
- Acantharachne giltayi Lessert, 1938 - Congo, Madagascar
- Acantharachne lesserti Giltay, 1930 - Congo
- Acantharachne madecassa Emerit, 2000 - Madagascar
- Acantharachne milloti Emerit, 2000 - Madagascar
- Acantharachne psyche Strand, 1913 - África Central
- Acantharachne regalis Hirst, 1925 - Camarões, Congo
- Acantharachne seydeli Giltay, 1935 - Congo